# Annabel Chong

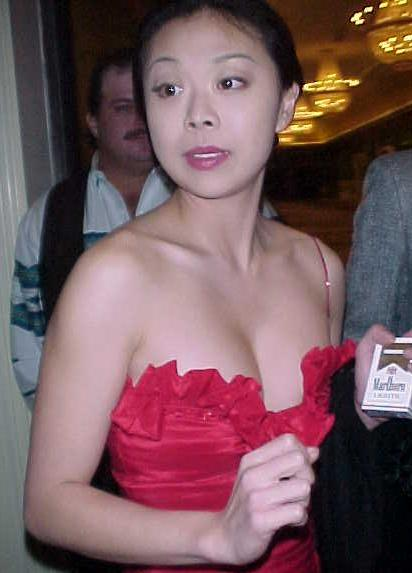
Annabel Chong

Grace Quek (chinês simplificado: 郭盈恩, pinyin: Guō Yíng'ēn, Singapura, 22 de maio de 1972) mais conhecida como Annabel Chong, é uma ex-atriz pornográfica. Ficou famosa por ter 251 relações sexuais com cerca de 70 homens, em um período de 10 horas, durante o evento World's Biggest Gang Bang em janeiro de 1995.